# Aniarella
Aniarella is een geslacht van rechtvleugeligen uit de familie sabelsprinkhanen (Tettigoniidae). De wetenschappelijke naam van dit geslacht is voor het eerst geldig gepubliceerd in 1906 door Bolívar.

## Soorten
Het geslacht Aniarella omvat de volgende soorten:
- Aniarella ferracciui Piza, 1977
- Aniarella minor Bruner, 1915
- Aniarella proxima Brunner von Wattenwyl, 1891
- Aniarella punctulata Brunner von Wattenwyl, 1878
- Aniarella typica Brunner von Wattenwyl, 1878